# بطباط نيلي
بطباط نيلي (الاسم العلمي:Polygonum niloticum) هي نوع من النباتات يتبع جنس البطباط من فصيلة البطباطية.